# Hydro-Québec

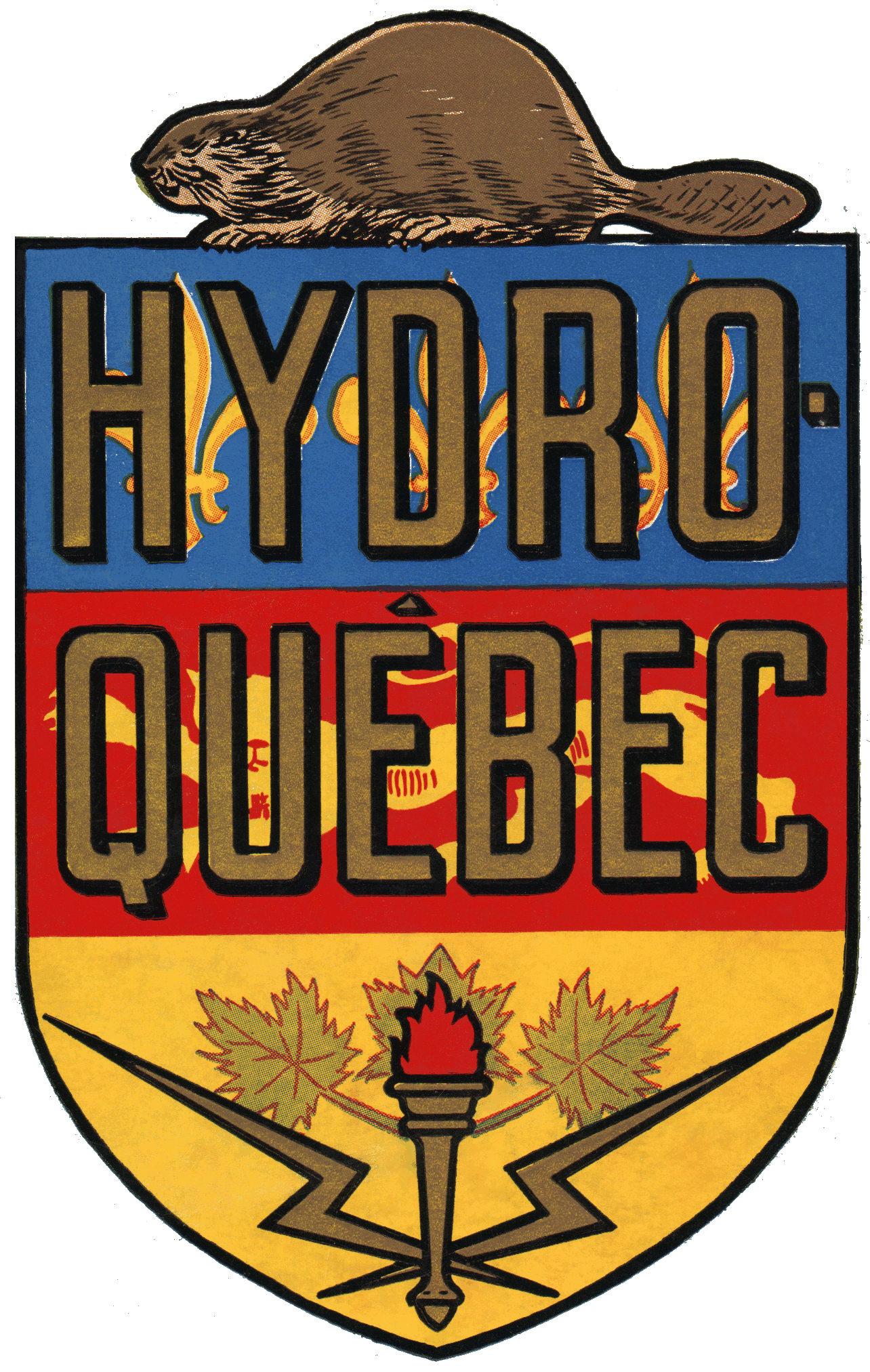
Primer logotip d'Hydro-Québec

Hydro-Québec és una Société de la Couronne (societat de la corona) del Quebec (Québec) que es va fundar l'any 1944. El seu accionista únic és el govern del Quebec. Té la seu social a Montreal, és la responsable de la producció d'electricitat i de la xarxa de distribució elèctrica al Quebec.
Compta amb 61 centrals hidrolèctriques i és el principal productor d'electricitat del Canadà i també el major productor mundial d'hidroelectricitat.
El 2009, l'electricitat era la principal font d'energia primària consumida al Quebec i representava un 40,5% del balanç energètic quebequès. Tanmateix, la construcció i explotació d'aquestes instal·lacions ha tingut conseqüències sobre el medi ambient del nord del Quebec i sobre les seves poblacions autòctones les quals han protestat vigorosament per aquestes actuacions.

## Història

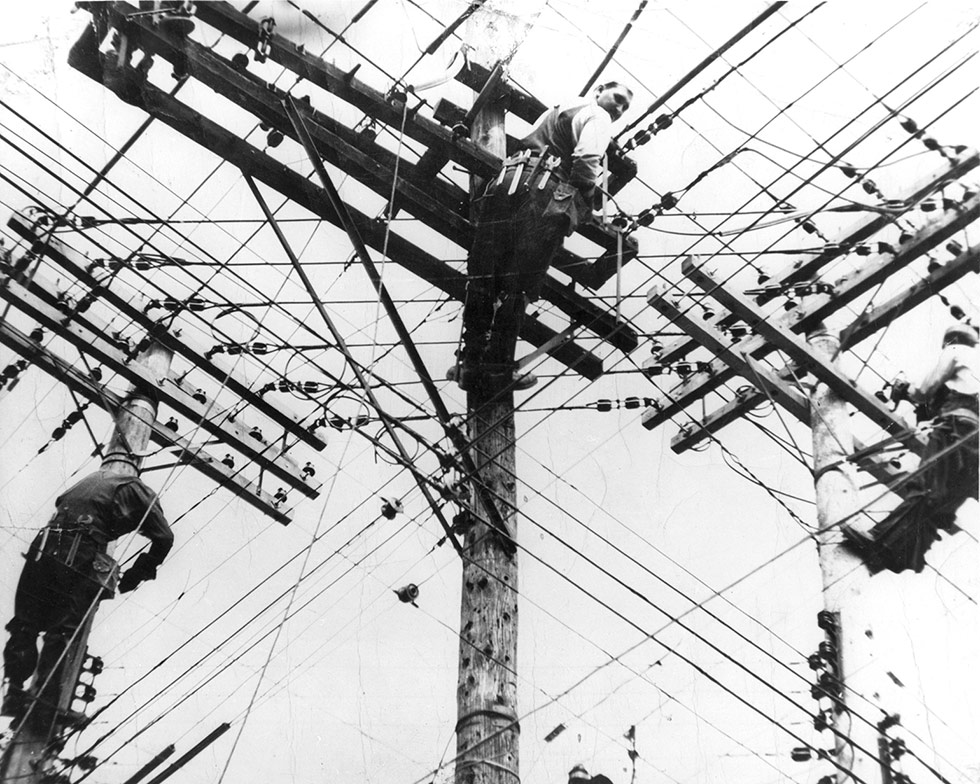
Muntadors de la línia de la Montreal Light, Heat and Power.

Després de la gran Depressió de 1929, hi va haver un interès per a promoure la intervenció del govern del Quebec en el sector elèctric en contra de companyies anglòfones com la Montreal Light, Heat and Power (MLH&P) i la Shawinigan Water and Power.
La companyia Hydro-Quèbec es va nacionalitzar completament el 1963 i es va imposar ràpidament el francès com a llengua de treball.
Moltes persones consideren que Hydro-Quèbec és un Estat dins l'Estat («État dans l'État»), aquesta societat representa un 6% del PIB i un 20% de totes les inversions del conjunt del Quebec.